# Балени (Бихор)
Балени (рум. Băleni) насеље је у Румунији у округу Бихор у општини Лазури де Бејуш. Oпштина се налази на надморској висини од 205 m.

## Становништво
Према подацима из 2002. године у насељу је живело 259 становника, од којих су сви румунске националности.